# Parque Europa (stanice metra v Madridu)
Parque Europa (plným názvem španělsky Estación de Parque Europa; doslovně přeloženo jako „Evropský park“) je stanice metra v Madridu, která se nachází v jižní aglomeraci města. Stanice má výstup do ulic Avenida de las Naciones a Francia ve městě Fuenlabrada.
Jedná se o stanici linky metra 12.
Stanice vznikla v rámci výstavby linky 12 a byla otevřena 11. dubna 2003 zároveň s celou linkou. Stanice se nachází v tarifní zóně B2.

## Fotogalerie

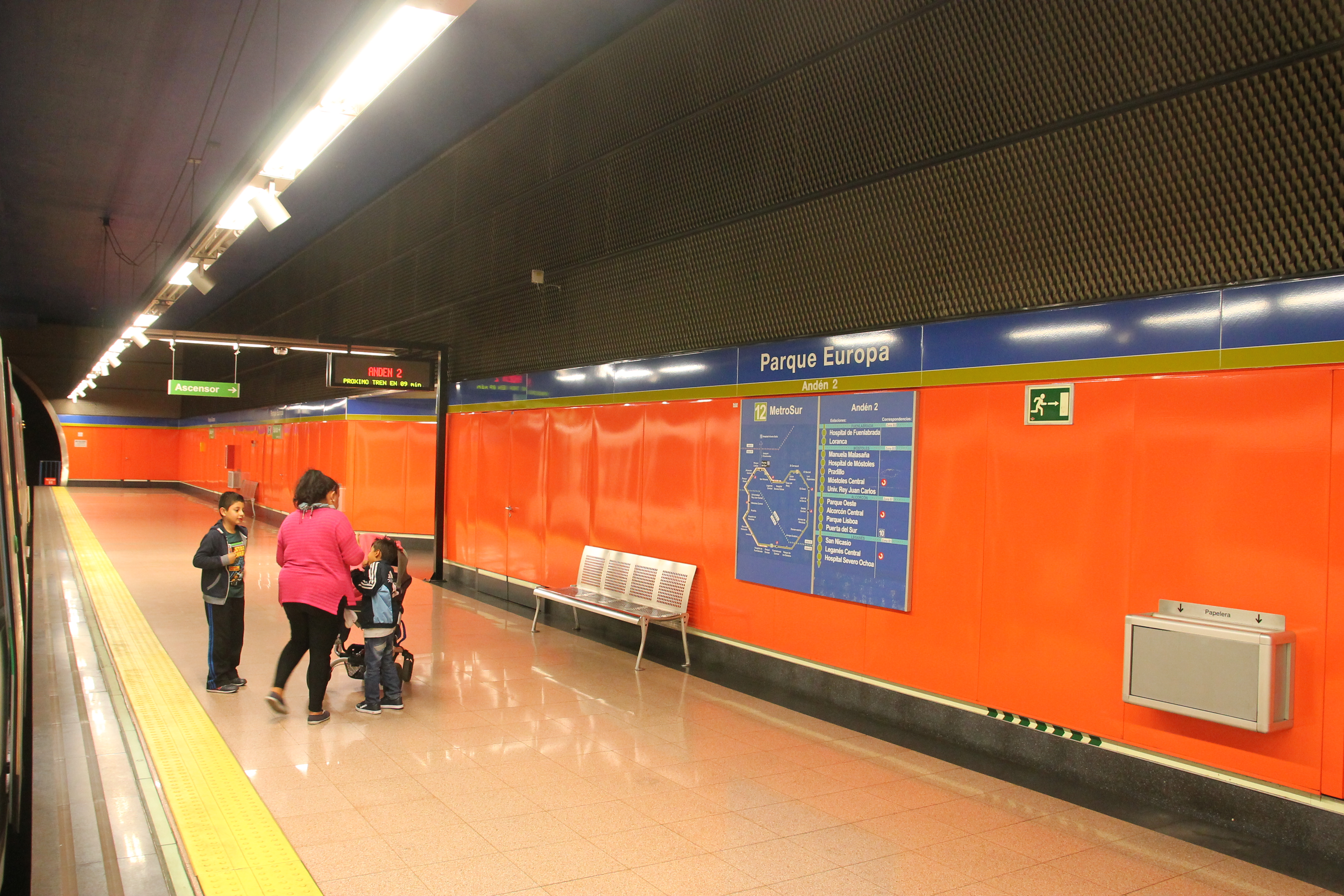
Nástupiště stanice
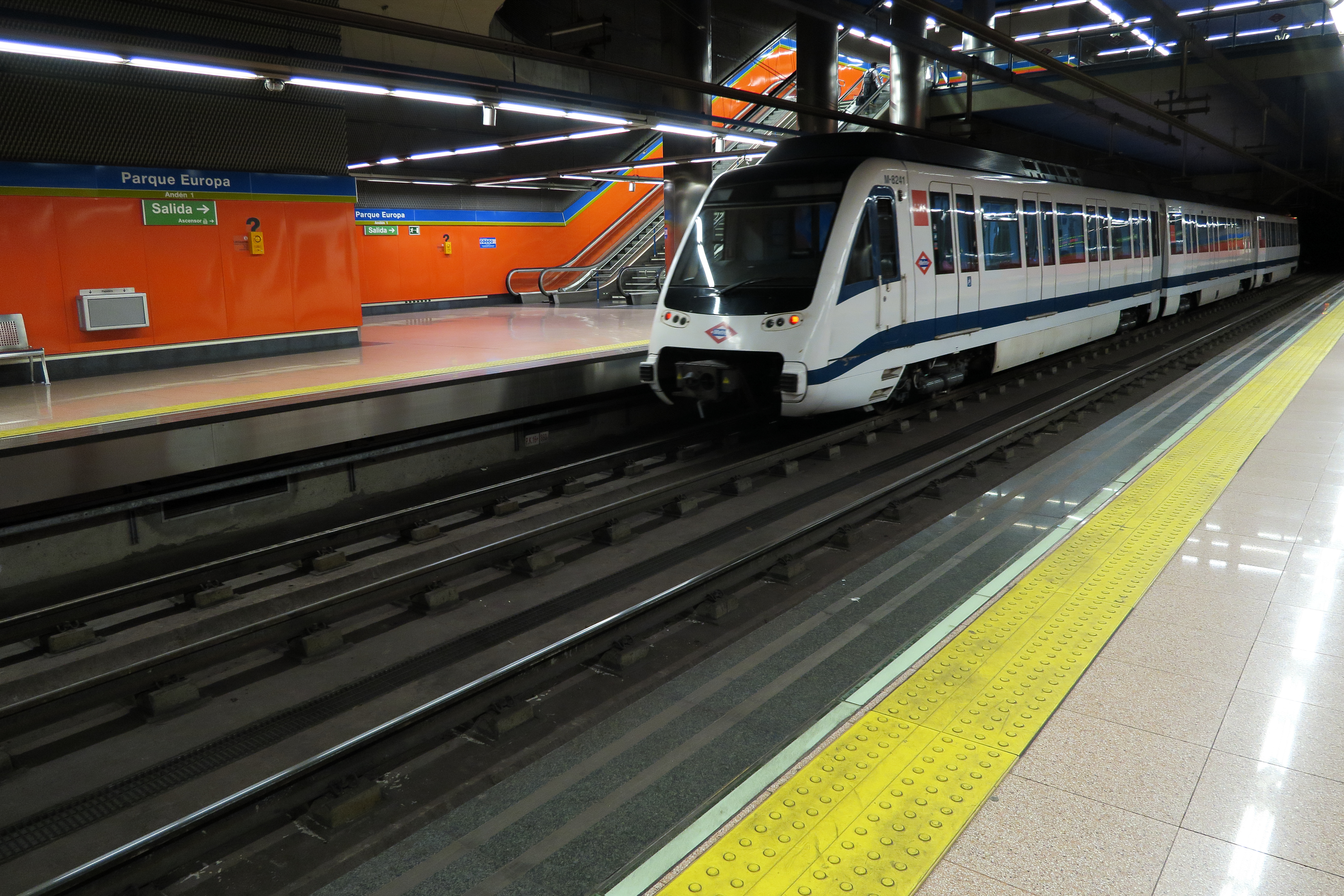
Nástupiště stanice s vlakem metra
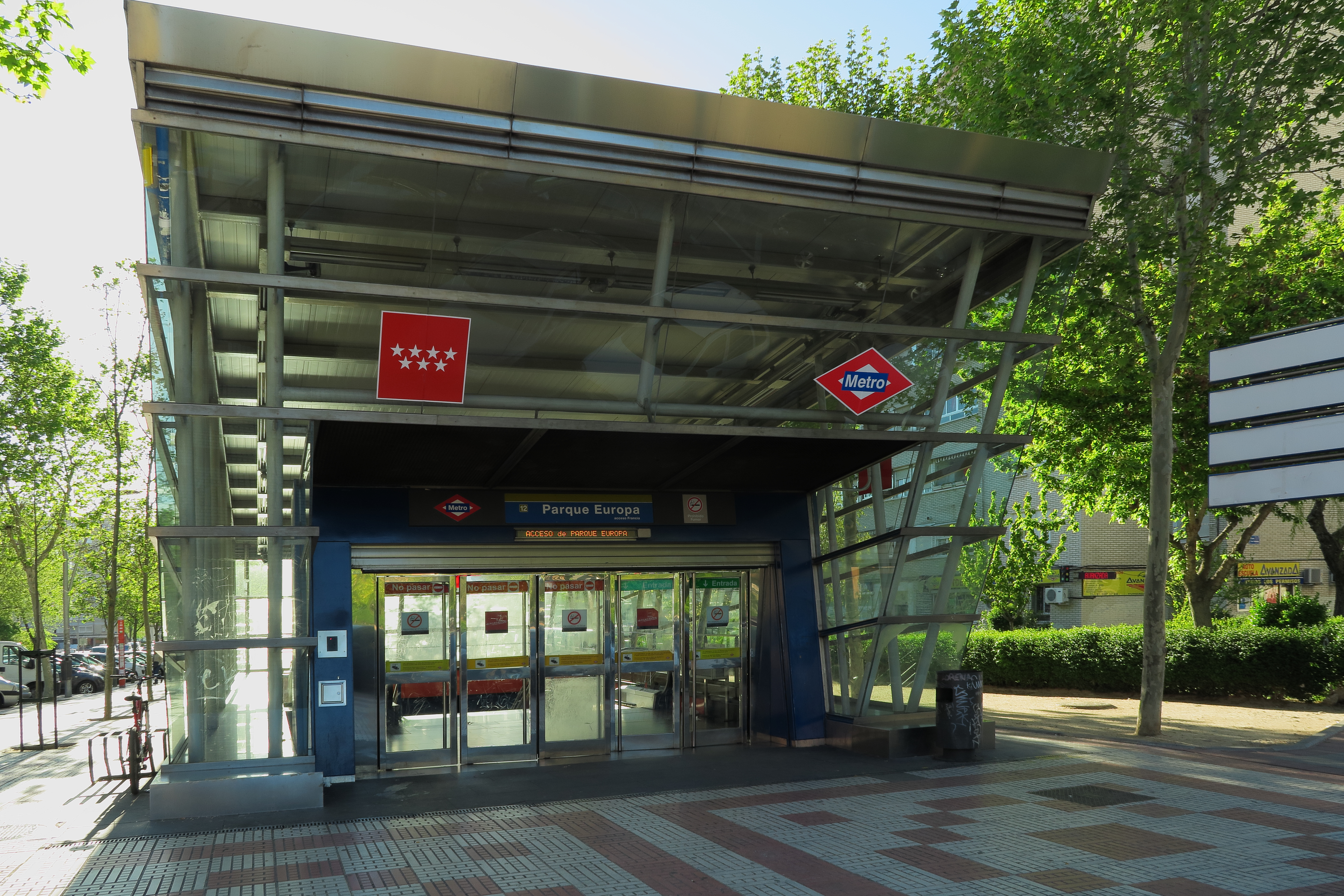
Vstup do stanice